# Болховець (річка)
Болховець (рос. Реч. Болховец; Искринка) — річка в Росії у Бєлгородському районі Бєлгородської області. Ліва притока річки Везелки (басейн Азовського моря).

## Опис
Довжина річки приблизно 8,36 км, найкоротша відстань між витоком і гирлом — 7,36  км, коефіцієнт звивистості річки — 1,14 . Формується декількома безіменними струмками та загатами.

## Розташування
Бере початок на південно-західній сторон від міста Строїтель. Тече переважно на південний схід і на південно-західній околиці села Стрілецьке впадає у річку Везелку, праву притоку Сіверського Дінця.

## Цікаві факти
- Біля гирла річки з лівої сторони у селі Стрілецьке пролягає автошлях E105[3] (європейський автошлях, що бере свій початок в норвезькому Кіркенесі і закінчується в українській Ялті. Довжина — 3770 кілометрів.).